# Ceratina mariannensis
Ceratina mariannensis là một loài Hymenoptera trong họ Apidae. Loài này được Yasumatsu mô tả khoa học năm 1939.